# Kravgi
Kravgi (greacă: Κραυγή; engleză: Scream) este un album de studio lansat de cântăreața Anna Vissi în noiembrie 2000 în Grecia și Cipru de către Sony Music Grecia. A primit șapte discuri de Platină în Grecia și Cipru, fiind cel mai bine vândut album al anului 2000 în Grecia. Albumul a fost, de asemenea, mai târziu a lansat de Sony Music în Turcia, în 2001, unde a fost certificat cu Aur, precum și în Australia și Noua Zeelandă în anul 2002. Este unul dintre cele mai de succes albume din toate timpurile în Grecia, cu vânzări de peste 175.000 de exemplare (350.000 de discuri). Acest album, alături de albumul Everything I Am lansat în același an, a reprezentat o schimbare semnificativă în stilul muzical al lui Vissi, consolidând imaginea ei ca de simbol pop, fiind intens promovată la mijlocul anilor 1990.

## Lista pieselor
| Disc 1 |                                                                                        |                                  |                  |         |  |
| Nr.    | Titlu                                                                                  | Versuri                          | Muzică           | Lungime |  |
| 1.     | „Kravgi” (Κραυγή; Scream)                                                              | Nikos Karvelas                   | Nikos Karvelas   | 4:48    |  |
| 2.     | „Sadismos” (Σαδισμός; Sadism)                                                          | Nikos Karvelas                   | Nikos Karvelas   | 4:48    |  |
| 3.     | „Horis To Moro Mou” (Χωρίς το μωρό μου; Without my baby)                               | Nikos Karvelas                   | Nikos Karvelas   | 3:55    |  |
| 4.     | „Kalitera I Dio Mas" (Duet cu Katy Garbi)” (Καλύτερα οι δυο μας; Better the two of us) | Nikos Karvelas, Natalia Germanou | Nikos Karvelas   | 4:14    |  |
| 5.     | „Shizofrenia” (Σχιζοφρένεια; Schizophrenia)                                            | Antonis Pappas                   | Nikos Terzis     | 4:04    |  |
| 6.     | „Apopse Lipis Apo'do” (Απόψε λείπεις απο ΄δω; Tonight you are missing from here)       | Dimitris Patsios                 | Vasilis Kelaides | 4:24    |  |
| 7.     | „Moni Mou” (Μόνη μου; Myself)                                                          | Nikos Vaksevanellis              | Vasilis Kelaides | 3:54    |  |
| 8.     | „Agapoula Mou” (Αγαπούλα μου; My sweetheart)                                           | Nikos Karvelas                   | Nikos Karvelas   | 3:28    |  |
| 9.     | „Kardia Apo Petra” (Καρδιά από πέτρα; Heart of stone)                                  | Nikos Karvelas                   | Nikos Karvelas   | 4:14    |  |
| 10.    | „Thivet” (Θιβέτ; Tibet)                                                                | Nikos Karvelas                   | Nikos Karvelas   | 5:56    |  |
| 11.    | „De me agapas” (Δε με αγαπάς; You don't love me)                                       | Nikos Karvelas                   | Nikos Karvelas   | 4:56    |  |
| 12.    | „Ola Ta Lefta” ('Ολα τα λεφτά; All the money)                                          | Nikos Karvelas                   | Nikos Karvelas   | 3:47    |  |

| Disc 2 |                                                                                     |                  |                  |         |  |
| Nr.    | Titlu                                                                               | Versuri          | Muzică           | Lungime |  |
| 1.     | „Atmosfera Ilektrismeni” (Ατμόσφαιρα ηλεκτρισμένη; Electrified atmosphere)          | Nikos Karvelas   | Nikos Karvelas   | 5:14    |  |
| 2.     | „To Poli Poli” (Το πολύ πολύ; At most)                                              | Nikos Karvelas   | Nikos Karvelas   | 4:25    |  |
| 3.     | „(AAA) AAA (Kai Horisame)” ((ΑΑΑ) ΑΑΑ (και χωρίσαμε); (AAA) AAA (And we separated)) | Nikos Karvelas   | Nikos Karvelas   | 3:00    |  |
| 4.     | „To Telefteo Tsigaro” (Το τελευταίο Τσιγάρο; The last cigarette)                    | Nikos Karvelas   | Nikos Karvelas   | 4:53    |  |
| 5.     | „Kopike I Grami” (Κόπηκε η γραμμή; The line was cut)                                | Nikos Karvelas   | Natalia Germanou | 4:01    |  |
| 6.     | „Nostalgia” (Νοσταλγία; Nostalgia)                                                  | Nikos Karvelas   | Nikos Karvelas   | 5:19    |  |
| 7.     | „Mi Mou Les” (Μη μου λες; Don't tell me)                                            | Tasos Vougiatzis | Nikos Terzis     | 4:01    |  |
| 8.     | „Kapnizo (Remix)” (Καπνίζω; I Smoke)                                                | Nikos Karvelas   | Nikos Karvelas   | 5:23    |  |
| 9.     | „Kaka Paidia” (Κακά παιδία; Bad boys)                                               | Nikos Karvelas   | Nikos Karvelas   | 5:11    |  |
| 10.    | „Epilogi Mou” (Επιλογή μου; My choice)                                              | Nikos Karvelas   | Nikos Karvelas   | 4:07    |  |
| 11.    | „Afti Ti Fora” (Αυτή τη φορά; This time)                                            | Nikos Karvelas   | Nikos Karvelas   | 6:15    |  |
| 12.    | „Agapi Ipervoliki” (Αγάπη υπερβολική; Excessive love)                               | Nikos Karvelas   | Nikos Karvelas   | 4:49    |  |

## Legături externe
- Kravgi la Discogs